# María Labrandero
María Labrandero García (València, 29 de maig de 1903 - València, 29 de maig de 1985) va ser una escultora i dibuixant valenciana de principis del segle xx. Va destacar com a membre activa del Cercle de Belles Arts, sent una artista fonamental de l'avantguarda valenciana dels anys trenta. La seva trajectòria artística i la projecció que va tenir en els mitjans, l'emmarca com un dels primers referents femenins de l'escultura valenciana del segle xx. Va contribuir a la visibilització de la dona dins de l'art valencià, traçant els inicis de l'«avantguarda valenciana».

## Biografia
El seu interès per l'art la va portar a cursar estudis a l'Escola de Belles Arts de Sant Carles, on va ingressar al voltant de 1920. Aviat va destacar per les seves qualitats, i obtingué diferents distincions al llarg dels cursos en què hi va estar. També va conèixer en aquesta institució a qui seria el seu marit, anys després, el dibuixant i il·lustrador Antoni Vercher.

### Trajectòria professional

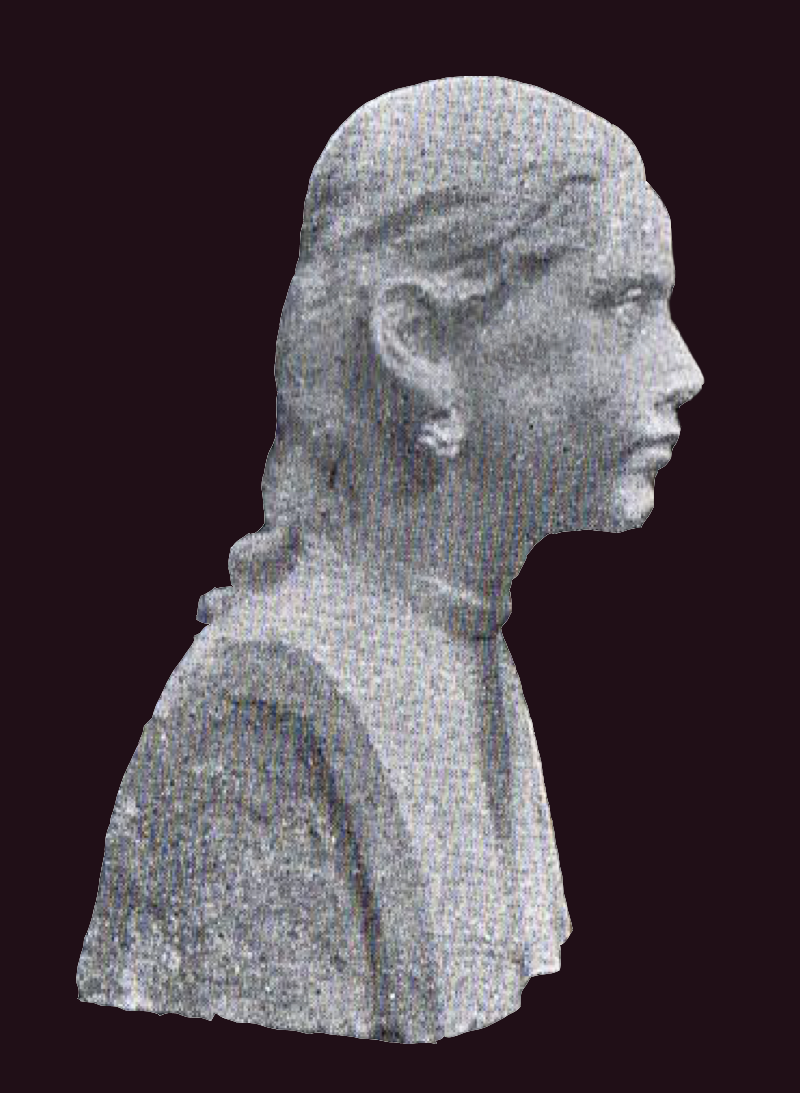
Escultura tallada en pedra de María Labrandero

Quan encara no havia acabat els estudis i tenia tot just vint anys, es va fer sòcia del Cercle de Belles Arts. En aquests moments n'era el director Tomás Murillo i la presència de dones en aquesta institució era encara ínfima. Aquest fet no va impressionar l'escultora, que va començar a participar activament en reunions, certàmens i exposicions d'art. Els socis la van rebre com una més, i s'hi creà una comunitat artística bastanta sòlida, confraternitzant entorn d'un ideal comú: l'art. Les seves primeres aportacions artístiques datades, dins d'aquesta institució, van ser a partir de 1923 i es van centrar en la realització de la màscara de Mariano Benlliure i el carro, destinat a portar la careta, per a l'esdeveniment de la «mascarada», moment en què el seu treball va ser destacat per la premsa. També va col·laborar en la preparació de la Gran Cavalcada, per a les «Festes de la Coronació de la Verge dels Desemparats». L'esdeveniment va ser organitzat per l'advocat i regidor Manuel Oller Celda. Va formar part del grup d'artistes entre els quals hi havia Josep Maria Cabedo, Pere Ferrer, Ramon Stolz, Prudencio Herreros, Rafael Sanchis Arcís, Ramon Cabrelles, Antoni Vercher i Constantí Gómez, que exercia de director artístic. L'escultora es va encarregar de llaurar i modelar el carro de la Verge. La seva aportació va ser destacada per la premsa. Al juliol d'aquest mateix any va concórrer novament amb el Cercle al Primer Saló de l'humor. En aquest certamen va presentar dos treballs sota el títol de «Bibelots», unes petites escultures caricaturesques realitzades en fang modelat. La seva participació va suposar dues novetats. D'una banda, va ser l'única dona a participar novament en l'esdeveniment i per una altra, va ser l'única artista a presentar una peça escultòrica. La seva intervenció no passà desapercebuda per a la premsa, i el periòdic El Pueblo la va destacar en l'article titulat «Primer Salón de Humoristas: Tres aspectos distintos del humorismo», centrat en Fernando Cabedo, Antonio Albert i María Labrandero, de la qual va destacar els seus «excel·lents dots d'observació».

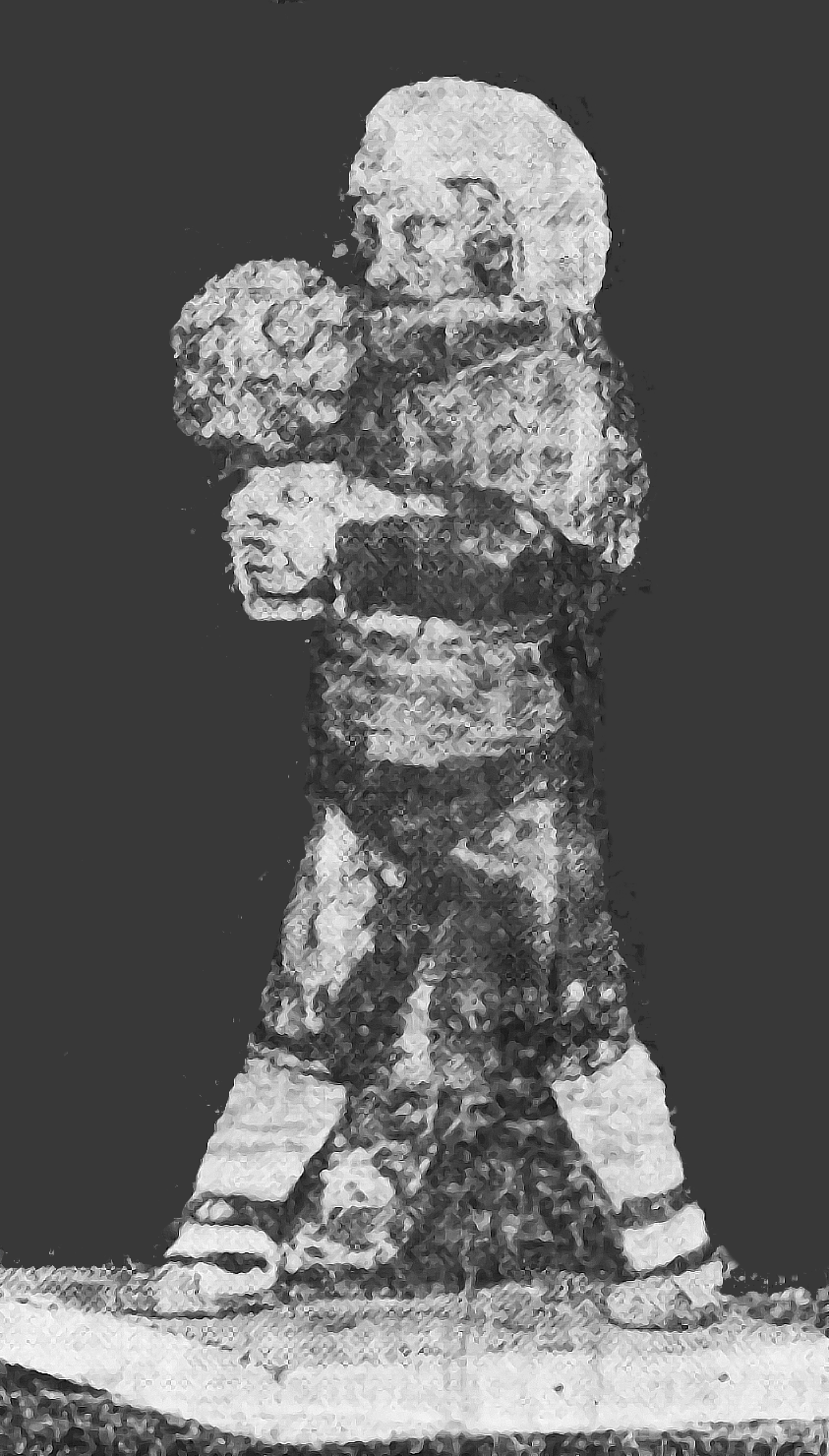
Figura realitzada en ceràmica esmaltada.

El 1924 va participar en la creació de la «Falla» que organitzava el Cercle per al dia de Sant Josep i que es va plantar al carrer de la Pau, així com en l'homenatge a Sorolla organitzat per a les Festes de Juliol, al costat d'artistes com Josep Benlliure, Manuel Sigüenza, Josep Renau, Antoni Fillol, Peris Brell, Murillo i Teófilo García de la Rosa. Hi va participar en la secció d'escultura amb l'obra Llaurador corpori. L'any següent va col·laborar amb el Cercle en diverses activitats, com el modelatge del carro al·legòric al planeta Mart per a la cavalcada del Carnestoltes celebrat a València, i va participar en la revista il·lustrada anomenada El Tio Pep, que es va editar per la commemoració de les Falles d'aquest any i en la qual van participar poetes, artistes i dibuixants. Hi van aparèixer esbossos de totes les falles que es van plantar, i el periòdic La Correspondència de València va destacar el seu treball.
El 1926 va exposar en la mostra Nacional de Belles Arts a Madrid amb l'obra El vencedor del torneig, fet que la va situar com la segona escultora valenciana a participar en aquest certamen després d'Elena Sorolla, amb una carrera desenvolupada a Madrid. També Amparo Muñoz i María Leandro Esteban havien obert camí, concorrent-hi el 1924. Aquestes artistes tenien formació ceràmica però les seves inscripcions es van realitzar en la secció d'art decoratiu, per tal com no era freqüent que les dones participessin en l'especialitat d'escultura.

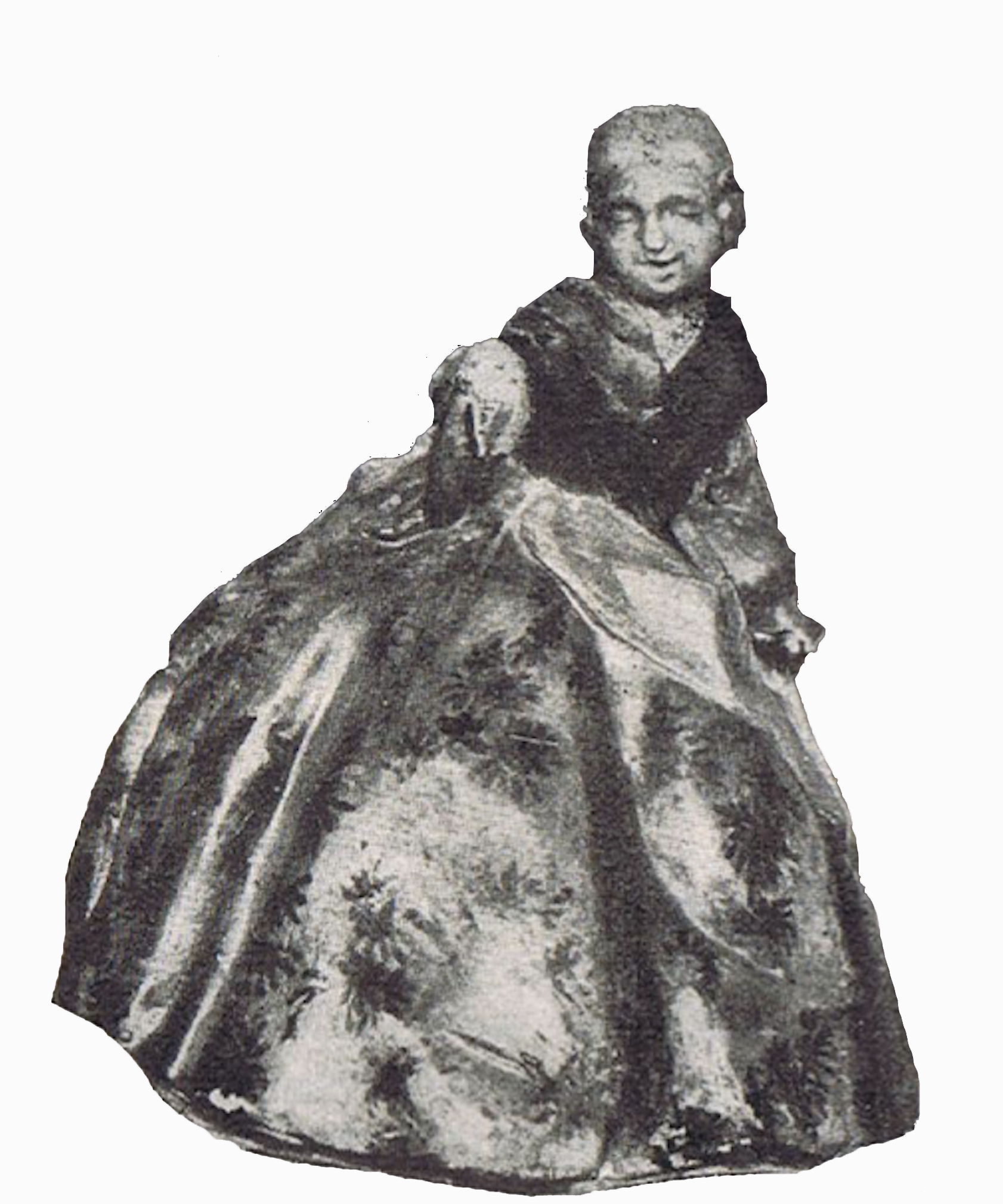
Noia valenciana, figura de ceràmica esmaltada.

L'any següent va participar en la Primera Exposició Femenina valenciana a la Sala Imperium, on va presentar un bust de nena. En la mostra van participar diferents artistes com:  Teresa Sanfélix, María Luisa Palop, Carmen Sánchez de Morant, Luísa Albert i Carmen Tomás. Aquesta mostra va servir de punt de partida i va anticipar l'Exposició de març de 1928, celebrada en el Centre Escolar Mercantil, al costat de Manolita Bataller, María Denyere, Filomena Guasch, Fina Ochoa o Pilar Picasso. Aquest mateix mes, juntament amb Antoni Vercher, va inaugurar una exposició a la Sala Abad amb més de vint obres, entre les quals petites peces de ceràmica, diversos busts i una peça d'escultura de major grandària desenvolupada sota el títol de «Nu». Com a artista va donar mostra del seu mestratge i coneixement tècnic, a més d'apuntar la intenció d'una escultura de més envergadura que potser no afrontava per problemes logístics.
El 29 de juny de 1929 es va inaugurar la Sala Blava de València. L'espai escollit va ser una casa gòtica de parets blaves, situada al carrer de la Redempció, números 6 i 8. Aquest recinte es va convertir ràpidament en el centre de referència d'artistes i intel·lectuals, a més de servir com a seu de l'Agrupació Valencianista Republicana. Va ser una de les artistes que va mostrar la seva obra en aquest recinte. Al juliol, el crític d'art Cimex, va escriure un article en La Correspondencia de Valencia on va dedicar la seva secció a cobrir l'Exposició d'Art de Llevant que es va realitzar en el Palau Municipal. Ella hi va participar amb un bust en guix «de gran força i gràcia», titulat «Ibero-llevantina».
En casar-se, va redirigir la seva vida professional cap al món de la docència i va treballar com a professora en un institut d'educació secundària. Al 1930 va fer la il·lustració del llibre Camino de soledad, de Vicente Ramírez Bordes.
El 1932 va inaugurar una mostra mixta de pintura i escultura, a l'Ateneu Mercantil, al costat dels pintors Luis Díaz Foxá i Rafael Berenguer.

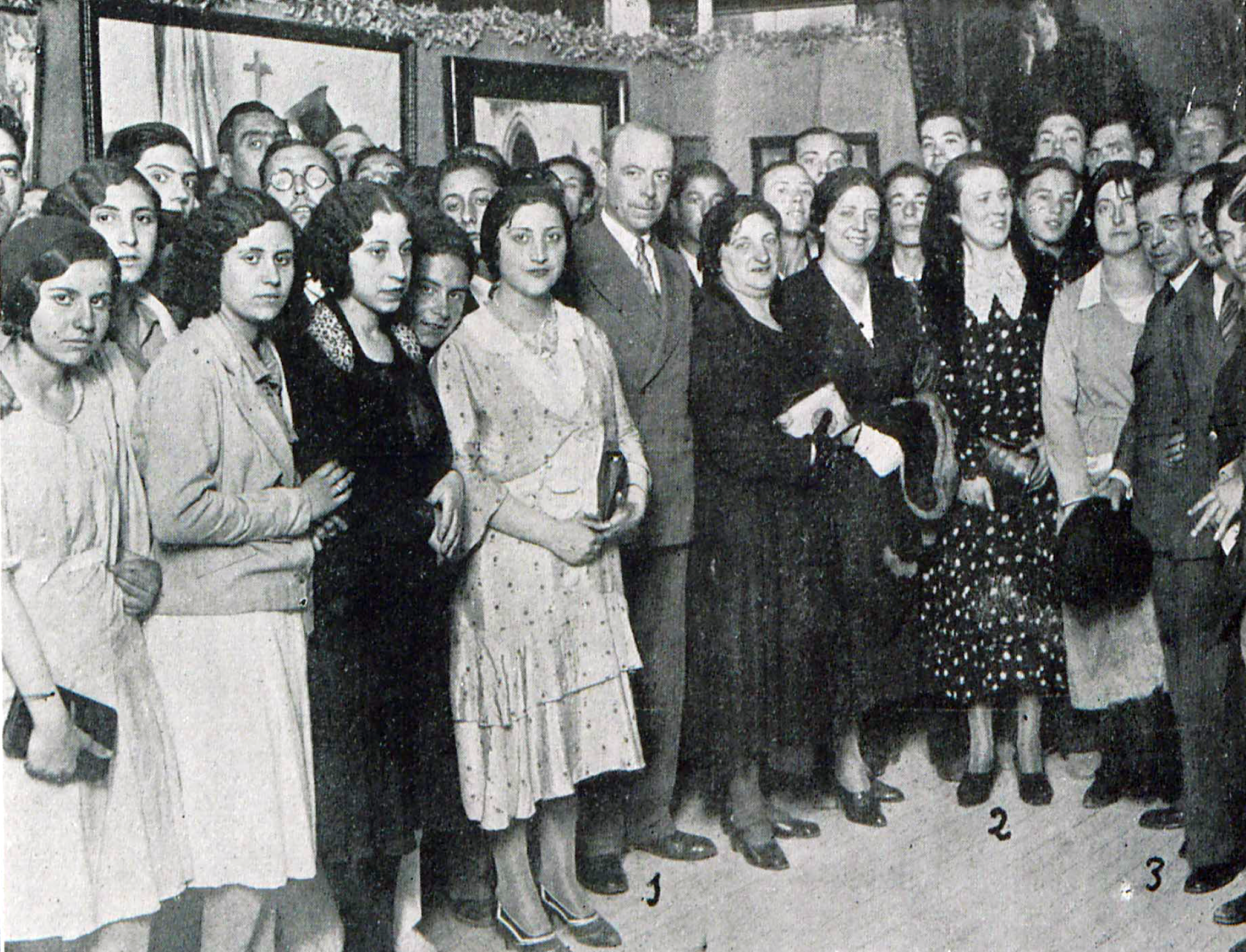
Inauguració de la mostra en l'Ateneu Mercantil: Rafael Berenguer (1), María Labrandero (2) i Luís Díaz Foxá (3). Semana Gráfica, 1932.

Hi va exposar diversos busts «molt ben sentits i executats», un relleu de caràcter decoratiu i alguns dibuixos.
El 1934, quan tenia trenta-un anys i estava embarassada del seu segon fill, va morir el seu marit, a causa d'una febre tifoide, cosa que la va obligar abandonar la seva trajectòria artística per a tirar la seva família endavant.
A partir d'aleshores es va centrar professionalment en la seva carrera docent, fent classes de dibuix en l'Institut d'Alzira i en el Lluís Vives de València. A Alzira es va afiliar al Partit Comunista, com Manuela Ballester i molts altres companys de l'Escola de Belles arts. El 1937 va passar a treballar com a professora de l'especialitat de Dibuix de l'institut Lluis Vives de València. El 1940, després de la victòria franquista, va ser depurada sense sanció, però després de l'alegria inicial, alguns companys del seu centre de treball, encapçalats per l'auxiliar numerari de Dibuix Alfredo de la Lastra Romero, la van denunciar, i fou apartada de la seva activitat docent fins a 1950.
Va morir a València el 29 de maig de 1985 als vuitanta-tres anys. Les seves restes es troben en el Cementiri de València.

## Temperament i referències artístiques
Va ser una dona avançada a la seva època que no va témer participar i obrir-se camí en un món exclusivament masculí, com era l'ambient artístic de València dels anys 20. El seu temperament la va portar a participar activament en el Cercle de Belles Arts sense parar esment en què moltes vegades era l'única dona, i la seva especialitat artística classificada com a masculina no va suposar una dificultat per a ella, que va ser ben acollida per l'elenc cultural del moment. Per les referències oposades se la pot situar com la segona escultora valenciana, amb presència en exposicions i certàmens. De la mateixa manera, va tenir una influència decisiva en les joves artistes que assistien a les seves exposicions i veien amb naturalitat la seva participació activa en la vida cultural d'aquesta ciutat.

## Estil artístic

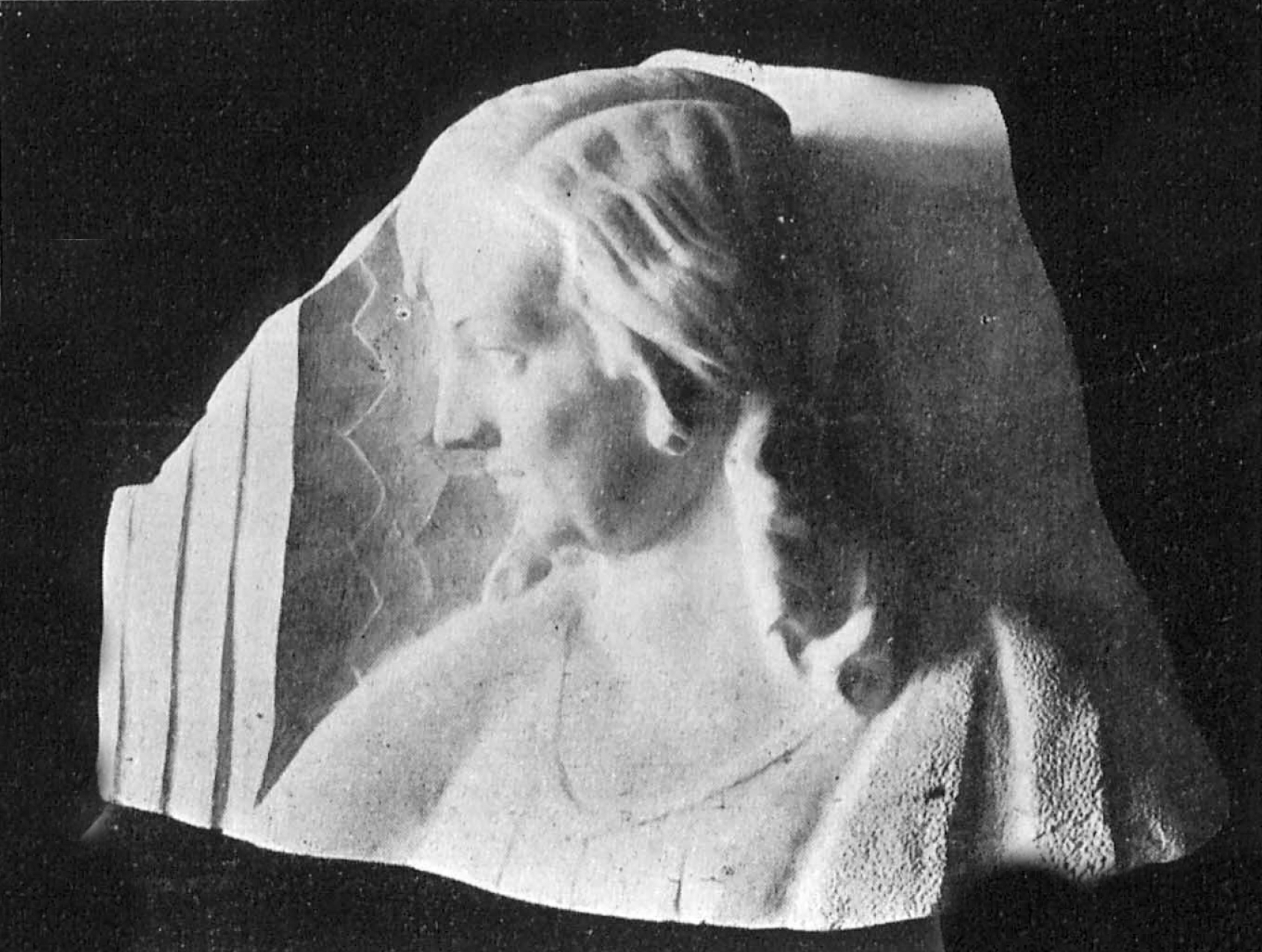
Carmelina. Alt relleu realitzat per l'escultora d'una de les seves deixebles

Va ser una escultora de temperament, amb un coneixement ampli de diferents processos escultòrics: talla en pedra, guix o fusta, que donaven forma a figures exemptes o relleus. També modelava en fang i així va crear moltes petites figures, de ceràmica cuita, que de vegades esmaltava. La fosa en bronzes també va ser un dels processos tècnics que va dur a terme en la producció d'alguna de les seves obres. Es va sentir atreta pel naturalisme i la figuració. La seva producció es pot classificar en tres blocs:
Un conjunt escultòric en el qual destaca la producció de petites figures realitzades en ceràmica esmaltada que desprenen ingenuïtat i frescor. Va bussejar en els seus orígens valencians i reprengué la tècnica escultòrica del modelatge en fang que, després de cuit, esmaltava, per plasmar un conjunt de petits personatges satírics que connecten amb la seva tradició.
A un altre nivell, se situen les peces elaborades amb la tècnica de la talla. En aquesta àrea ens ofereix busts i relleus llaurats en pedra. Els referents als quals va acudir molt sovint són noies joves, de dolços rostres juvenils. En les seves talles conflueixen de manera antagònica dos conceptes, la duresa de la pedra interpretada amb dolçor i suavitat.
En un tercer grup trobem unes peces de major grandària on va endinsar-se en l'elaboració d'una escultura amb més solidesa i presència en l'escena artística. D'aquest grup no ha arribat cap referència fotogràfica i encara que es conegui de la seva existència, per dades aportades pels crítics del moment que van cobrir les diferents mostres, és impossible fer-ne una valoració. Algunes de les peces que s'emmarquen en aquest grup serien: «Nu» i el «Vencedor del torneig».

## Exposicions
Va participar en diverses exposicions i esdeveniments del Cercle de Belles Arts de València, gairebé sempre en la secció d'escultura, encara que també va fer alguns treballs d'il·lustració.

## Obra
- Bibelots
- Llaurador corpori
- Retrats de Francisco Morote
- Retrat de la seva mare
- Retrat de la seva germana
- Noia valenciana
- Cap d'adolescent
- El vencedor del torneig
- Nu
- Dona de Torrent
- Figulines de ceràmica